# Nigel Paul Taylor
Nigel Paul Taylor (1956) es un botánico inglés.
Es investigador en el Real Jardín Botánico de Kew, en Richmond. Es especialista en Cactaceae.

## Algunas publicaciones
- n.p.Taylor, m.c. Machado, d.c. Zappi, e.l. Borba. 2005. Taxonomy and conservation of the Discocactus Pfeiff. (Cactaceae) species occurring in the state of Bahia, Brazil - Bradleya 23: 41-56

- ------------, d.c. Zappi. 2004. Cacti of Eastern Brazil. Royal Bot. Gardens, Kew. 499 pp.

- D.H. Hunt; N.P. Taylor. 1987. Bradleya 4: 65-78, 1986, Bradleya 5: 91-94, 1987

- 1989. Genus Parodia. The European garden flora 3, Dicotyledons (parte 1) : 257-265

- Taylor, N.P. & Zappi, D.C. 1989. An alternative view of generic delimitation and relationship in tribe Cereeae (Cactaceae). Bradleya 7: 13-40

- Taylor, N.P. & Zappi, D.C. 2004. Cacti of Eastern Brazil. Kew, UK. Royal Bot. Gardens
- La abreviatura «N.P.Taylor» se emplea para indicar a Nigel Paul Taylor como autoridad en la descripción y clasificación científica de los vegetales.[1]